# Quiebra de Lehman Brothers

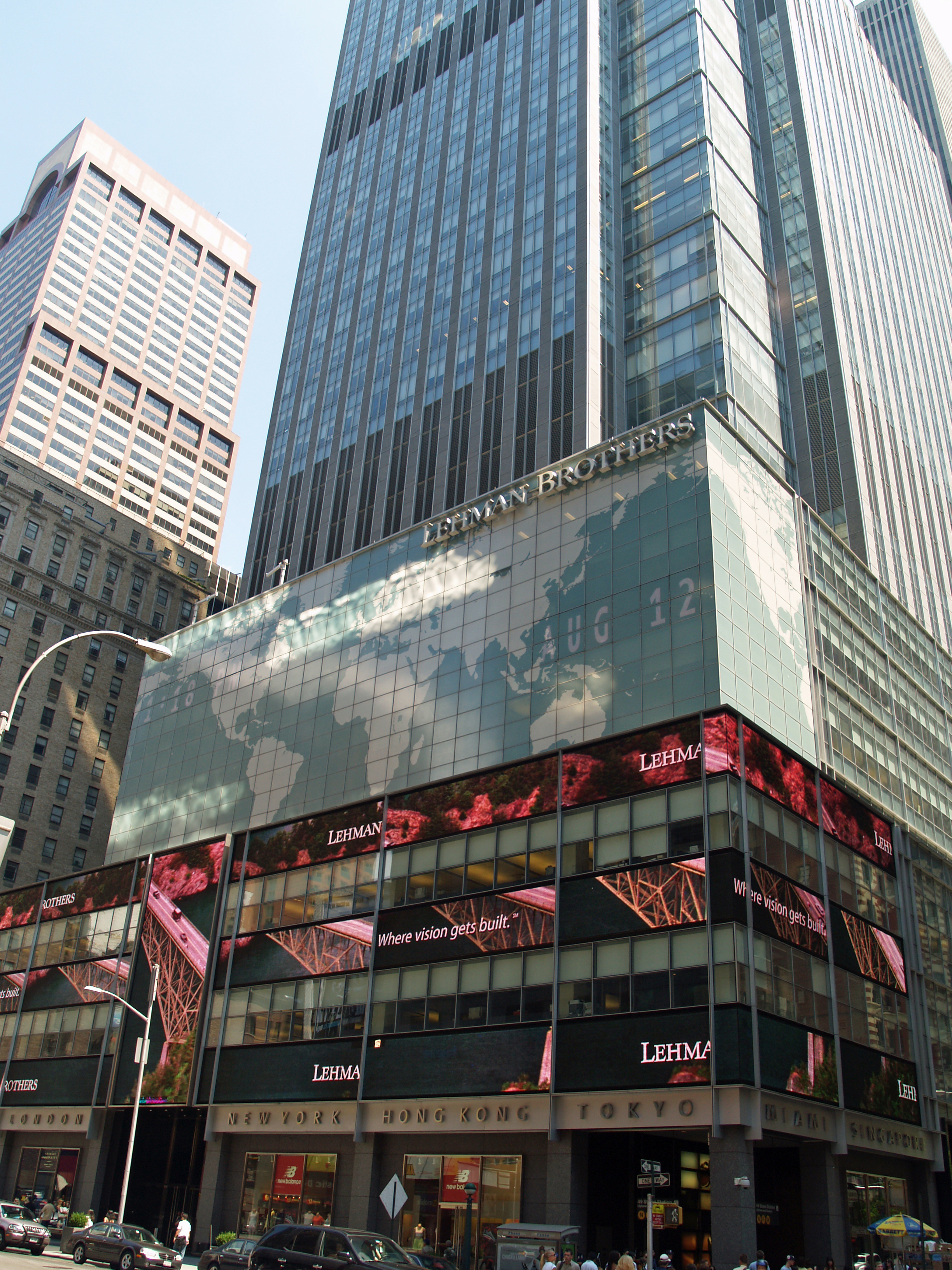
La sede de Lehman Brothers en la ciudad de Nueva York, un año antes de la quiebra.

La quiebra de Lehman Brothers el 15 de septiembre de 2008 fue el clímax de la crisis de las hipotecas de alto riesgo. Después de que la empresa de servicios financieros fue notificada de una reducción de la calificación crediticia pendiente debido a su fuerte posición en las hipotecas de alto riesgo, la Reserva Federal convocó a varios bancos para negociar la financiación de su reorganización. Estas discusiones fracasaron, y Lehman presentó una petición bajo el Capítulo 11 que sigue siendo la mayor declaración de quiebra en la historia de los Estados Unidos, con más de 600.000 millones de dólares en activos y unos 25,000 empleados.
La quiebra provocó una caída de un día del 4,5% en el promedio industrial del Dow Jones, la mayor caída desde los ataques del 11 de septiembre de 2001. Señaló un límite a la capacidad del gobierno para manejar la crisis y provocó un pánico financiero general. Los fondos mutuos del mercado monetario, una fuente clave de crédito, vieron demandas de retiro masivo para evitar pérdidas, y el mercado de préstamos interbancarios se endureció, amenazando a los bancos con un fracaso inminente. El gobierno y el sistema de la Reserva Federal respondieron con varias medidas de emergencia para contener el pánico.

## Antecedentes

### Aumento de la originación de hipotecas (1997-2006)
Lehman Brothers fue una de las primeras empresas de Wall Street en entrar en el negocio de la originación de hipotecas. En 1997, Lehman compró a la prestamista de Colorado Aurora Loan Services, una prestamista Alt-A. En 2000, para expandir su tubería de originación de hipotecas, Lehman compró a la prestamista de hipotecas de alto riesgo de la costa oeste, BNC Mortgage LLC. Lehman se convirtió rápidamente en una fuerza en el mercado de las hipotecas de alto riesgo. Para 2003 Lehman hizo 18.200 millones de dólares en préstamos y ocupó el tercer lugar en préstamos. Para 2004, esta cifra superó los 40.000 millones de dólares. Para 2006, Aurora y BNC estaban prestando casi 50.000 millones de dólares al mes.
Lehman se había transformado en un fondo de cobertura de bienes raíces disfrazado como un banco de inversión. Para 2008, Lehman tenía activos de 680.000 millones de dólares apoyados por sólo 22.500 millones de capital de la empresa. Desde el punto de vista del capital, sus arriesgadas propiedades inmobiliarias comerciales eran treinta veces mayores que el capital. En una estructura tan altamente apalancada, un descenso de entre el tres y el cinco por ciento en el valor de los bienes raíces acabaría con todo el capital.

### Exposición al mercado hipotecario
Lehman tomó prestadas importantes sumas para financiar sus inversiones en los años que precedieron a su quiebra en 2008, un intrincado proceso conocido como apalancamiento. Una parte importante de esta inversión se destinó a activos relacionados con la vivienda, lo que la hizo vulnerable a la caída de ese mercado. Una medida de esta asunción de riesgos fue su coeficiente de apalancamiento, una medida de la relación entre los activos y el patrimonio de los propietarios, que aumentó de aproximadamente 24:1 en 2003 a 31:1 en 2007. Si bien generó tremendas ganancias durante el auge, esta posición vulnerable significó que sólo una disminución del 3-4% en el valor de sus activos eliminaría por completo el valor contable de su patrimonio. Ya que los bancos de inversión como Lehman no estaban sujetos a las mismas normas que se aplicaban a los bancos de depósito para restringir su asunción de riesgos.
En agosto de 2007, Lehman cerró su prestamista de alto riesgo, BNC Mortgage, eliminando 1.200 puestos en 23 localidades, y se llevó un cargo de 25 millones de dólares después de impuestos y una reducción de 27 millones de dólares en el fondo de comercio. La empresa dijo que las malas condiciones del mercado en el espacio de las hipotecas "necesitaban una reducción sustancial de sus recursos y capacidad en el espacio de las hipotecas de alto riesgo".

### Últimos meses de Lehman
En 2008, Lehman se enfrentó a una pérdida sin precedentes debido a la continua crisis de las hipotecas de alto riesgo. La pérdida de Lehman fue el resultado de haber mantenido grandes posiciones en los tramos de hipotecas de alto riesgo y otras hipotecas de menor calificación al titulizar las hipotecas subyacentes. No está claro si Lehman hizo esto porque simplemente no pudo vender los bonos de menor calificación, o si tomó una decisión consciente de mantenerlos. En cualquier caso, a lo largo de 2008 se acumularon enormes pérdidas en los valores respaldados por hipotecas de menor calificación. En el segundo trimestre fiscal, Lehman informó de pérdidas por valor de 2.800 millones de dólares y decidió recaudar 6.000 millones de dólares de capital adicional mediante la oferta de nuevas acciones. Sólo en la primera mitad de 2008, las acciones de Lehman perdieron el 73% de su valor, ya que el mercado crediticio siguió contrayéndose. En agosto de 2008, Lehman informó de que tenía la intención de liberar al 6% de su fuerza de trabajo, 1.500 personas, justo antes de la fecha límite de presentación de informes del tercer trimestre, en septiembre.
El 22 de agosto, las acciones de Lehman cerraron en un 5% (16% para la semana) por informes de que el Banco de Desarrollo de Corea, controlado por el estado, estaba considerando comprar Lehman. La mayoría de esos beneficios se erosionaron rápidamente al surgir la noticia de que el Banco de Desarrollo de Corea "se enfrentaba a dificultades para complacer a los reguladores y atraer socios para el acuerdo". Culminó el 9 de septiembre, cuando las acciones de Lehman cayeron un 45% a 7,79 dólares, después de que se informara de que la empresa estatal surcoreana había suspendido las conversaciones.
La confianza de los inversores continuó erosionándose, ya que las acciones de Lehman perdieron aproximadamente la mitad de su valor y empujaron al S&P 500 a la baja en un 3,4% el 9 de septiembre. El Dow Jones perdió casi 300 puntos el mismo día, por las preocupaciones de los inversores sobre la seguridad del banco. El gobierno de EE. UU. no anunció ningún plan para ayudar con cualquier posible crisis financiera que surgiera en Lehman.
El 10 de septiembre, Lehman anunció una pérdida de 3.900 millones de dólares y su intención de vender una participación mayoritaria en su negocio de gestión de inversiones, que incluía a Neuberger Berman. Ese día, las acciones cayeron un 7%.
El 12 de septiembre, Timothy F. Geithner, entonces presidente del Banco de la Reserva Federal de Nueva York, convocó una reunión sobre el futuro de Lehman, que incluía la posibilidad de una liquidación de emergencia de sus activos. Asistieron banqueros que representaban las principales empresas de Wall Street. El objetivo de la reunión era encontrar una solución privada para rescatar a Lehman y apagar la llama de la crisis financiera mundial. Lehman informó que había estado en conversaciones con Bank of America y Barclays para la posible venta de la compañía. El New York Times informó el 14 de septiembre de 2008 de que Barclays había puesto fin a su oferta de compra de la totalidad o parte de Lehman y un acuerdo para rescatar el banco de la liquidación se derrumbó. Posteriormente se supo que un acuerdo había sido vetado por el Banco de Inglaterra y la Autoridad de Servicios Financieros del Reino Unido. Los líderes de los principales bancos de Wall Street siguieron reuniéndose hasta tarde ese día para evitar la rápida quiebra del banco. La rumorosa participación del Bank of America también pareció terminar, ya que los reguladores federales se resistieron a su solicitud de participación del gobierno en la venta de Lehman. El 14 de septiembre, después de que el acuerdo con Barclays fracasara, la noticia de la inminente catástrofe se extendió a Lehman, y muchos empleados llegaron a la sede para limpiar sus oficinas. El domingo por la tarde, el gobierno convocó a Harvey Miller de Weil, Gotshal & Manges a declararse en bancarrota antes de que los mercados abrieran el lunes.

## La quiebra
Lehman Brothers solicitó la protección por bancarrota del capítulo 11 el 15 de septiembre de 2008. Según Bloomberg (tv), los informes presentados ante el Tribunal de Quiebras de los EE. UU., Distrito Sur de Nueva York (Manhattan) el 16 de septiembre indicaron que JPMorgan Chase & Co. proporcionó a Lehman Brothers un total de 138.000 millones de dólares en "adelantos respaldados por la Reserva Federal". Los "adelantos respaldados por la Reserva Federal" proporcionados por JPMorgan Chase fueron de 87.000 millones de dólares el 15 de septiembre y de 51.000 millones de dólares el 16 de septiembre.
La declaración sigue siendo la mayor declaración de quiebra en la historia de los EE. UU., con Lehman con más de 600.000 millones de dólares en activos.

### Proceso
El 22 de septiembre de 2008 se presentó ante el tribunal de quiebras una propuesta revisada de venta de la parte de intermediación de las participaciones de Lehman Brothers del acuerdo, con un plan de 1.300 millones de dólares (700 millones de libras esterlinas) para que Barclays adquiriera el negocio principal de Lehman Brothers (principalmente el rascacielos de oficinas de Lehman en el centro de Manhattan, con un valor de 960 millones de dólares). El juez de quiebras de la corte de Manhattan, James Peck, después de una audiencia de siete horas, dictaminó: "Tengo que aprobar esta transacción porque es la única disponible. Lehman Brothers se convirtió en una víctima, en efecto el único verdadero icono que cayó en un tsunami que ha afectado a los mercados de crédito. Esta es la audiencia de bancarrota más trascendental que he tenido que soportar. Nunca puede ser considerada como un precedente para casos futuros. Es difícil para mí imaginar una emergencia similar".
Luc Despins, el abogado del comité de acreedores, dijo: "La razón por la que no nos oponemos se basa en la falta de una alternativa viable. No apoyamos la transacción porque no hubo suficiente tiempo para revisarla adecuadamente". En el acuerdo enmendado, Barclays absorbería 47.400 millones de dólares en valores y asumiría 45.500 millones de dólares en pasivos comerciales. El abogado de Lehman, Harvey R. Miller de Weil, Gotshal & Manges, dijo que "el precio de compra de los componentes inmobiliarios del acuerdo sería de 1.29 billones de dólares, incluyendo 960 millones de dólares para la sede de Lehman en Nueva York y 330 millones de dólares para dos centros de datos en Nueva Jersey". Además, Barclays no adquirirá la unidad Eagle Energy de Lehman, sino que tendrá entidades conocidas como Lehman Brothers Canadá Inc, Lehman Brothers Sudamérica, Lehman Brothers Uruguay y su negocio de Gestión de Inversiones Privadas para personas de alto poder adquisitivo. Finalmente, Lehman retendrá 20.000 millones de dólares de activos de valores en Lehman Brothers Inc. que no serán transferidos a Barclays. Barclays tenía una responsabilidad potencial de 2.500 millones de dólares a pagar como indemnización, si decide no retener a algunos empleados de Lehman más allá de los 90 días garantizados.
El 22 de septiembre de 2008, Nomura Holdings, Inc. anunció que había acordado adquirir la franquicia de Lehman Brothers en la región de Asia-Pacífico, incluyendo Japón, Hong Kong y Australia. Al día siguiente, Nomura anunció sus intenciones de adquirir la banca de inversión y los negocios de acciones de Lehman Brothers en Europa y Oriente Medio. Unas semanas más tarde se anunció que las condiciones del trato se habían cumplido, y el trato se hizo legalmente efectivo el 13 de octubre. En 2007, las filiales no estadounidenses de Lehman Brothers fueron responsables de más del 50% de los ingresos mundiales producidos.

## Impacto de la declaración
Se esperaba que la quiebra de Lehman causara cierta depreciación en el precio de los bienes raíces comerciales. La perspectiva de que los 4.300 millones de dólares de Lehman en valores hipotecarios fueran liquidados provocó una venta en el mercado de valores comerciales respaldados por hipotecas (CMBS). Se temía una presión adicional para vender los valores de los bienes raíces comerciales a medida que Lehman se acercaba a la liquidación de sus activos. También se esperaba que los inversores en construcción de apartamentos se sintieran presionados a vender cuando Lehman descargara su deuda y las piezas de capital de la compra de 22.000 millones de dólares de Archstone, el tercer mayor fondo de inversión inmobiliaria de los Estados Unidos (REIT). El negocio principal de Archstone era la propiedad y la gestión de edificios de apartamentos residenciales en las principales áreas metropolitanas de los Estados Unidos. Jeffrey Spector, un analista de bienes raíces de UBS dijo que en los mercados con edificios de apartamentos que compiten con Archstone, "no hay duda de que si usted necesita vender activos, usted tratará de salir adelante" de la venta de Lehman, añadiendo "Cada día que pasa habrá más presión sobre los precios".
Varios fondos monetarios y fondos de efectivo institucionales tenían una exposición importante a Lehman con el fondo de efectivo institucional dirigido por el Banco de Nueva York Mellon y el Fondo Primario de Reserva, un fondo del mercado monetario, ambos por debajo de 1 dólar por acción, llamado "breaking the buck", a raíz de las pérdidas en sus tenencias de activos de Lehman. En un comunicado, el Banco de Nueva York Mellon dijo que su fondo había aislado los activos de Lehman en una estructura separada. Dijo que los activos representaban el 1,13% de su fondo. El Fondo de Reserva Primaria poseía 785 millones de dólares o el 1,2 por ciento de sus participaciones en el papel comercial de Lehman. La caída del Fondo de Reserva Primaria fue la primera vez desde 1994 que un fondo del mercado monetario cayó por debajo del nivel de 1 dólar por acción. 
El 15 de septiembre de 2008, el mercado se puso en marcha con AIG con acciones que cayeron en picado un 61%. Los accionistas también huyeron de Goldman Sachs y Morgan Stanley. Dos semanas más tarde, la Reserva Federal acordó darles el estatus de holding bancario, lo que proporcionó un acceso vital a la ventana de descuento de la Reserva Federal.
Putnam Investments, una unidad de la empresa canadiense Great-West Lifeco, cerró un fondo del mercado monetario de 12.300 millones de dólares al enfrentarse a una "importante presión de rescate" el 17 de septiembre de 2008. Evergreen Investments dijo que su matriz Wachovia Corporation "apoyaría" a tres fondos del mercado monetario Evergreen para evitar que sus acciones cayeran. Esta medida para cubrir los 494 millones de dólares de activos de Lehman en los fondos también suscitó temores sobre la capacidad de Wachovia para recaudar capital.
Cerca de 100 fondos de cobertura utilizaron a Lehman como su principal corredor y confiaron en gran medida en la empresa para su financiación. En un intento por satisfacer sus propias necesidades de crédito, Lehman Brothers International rutinariamente re-hipotecaba los activos de sus clientes de fondos de cobertura que utilizaron sus servicios de corretaje principales. Lehman Brothers International tenía cerca de 40.000 millones de dólares en activos de clientes cuando se declaró en bancarrota del capítulo 11. De esto, 22.000 millones habían sido re-hipotecados. Cuando los administradores se hicieron cargo de los negocios de Londres y el holding estadounidense se declaró en bancarrota, se congelaron las posiciones de esos fondos de cobertura en Lehman. Como resultado de ello, los fondos de cobertura se vieron obligados a retirarse y a mantener grandes saldos de efectivo, lo que inhibió las posibilidades de un mayor crecimiento. Esto, a su vez, creó una mayor dislocación del mercado y un riesgo sistémico general, lo que dio lugar a una disminución de 737.000 millones de dólares en las garantías pendientes en el mercado de préstamos de valores. 
En Japón, los bancos y las aseguradoras anunciaron un total de 249.000 millones de yenes (2.400 millones de dólares) en pérdidas potenciales relacionadas con la crisis de Lehman. Mizuho Trust & Banking redujo su pronóstico de ganancias a más de la mitad, citando 11.800 millones de yenes en pérdidas en bonos y préstamos vinculados a Lehman. El Gobernador del Banco de Japón, Masaaki Shirakawa, dijo: "La mayor parte de los préstamos a Lehman Brothers fueron hechos por los principales bancos japoneses, y sus posibles pérdidas parecen estar dentro de los niveles que pueden ser cubiertos por sus beneficios", y añadió: "No hay preocupación de que los últimos acontecimientos amenacen la estabilidad del sistema financiero de Japón". Durante el procedimiento de quiebra, un abogado del Royal Bank of Scotland Group dijo que la empresa se enfrentaba a entre 1.500 y 1.800 millones de dólares en demandas contra Lehman basadas en parte en una garantía no garantizada de Lehman y relacionadas con pérdidas comerciales con las filiales de Lehman, Martin Bienenstock.
Lehman era la contraparte del financiero hipotecario Freddie Mac en las operaciones de préstamo sin garantía que vencían el 15 de septiembre de 2008. Freddie dijo que no había recibido pagos de capital de 1.200 millones de dólares más los intereses acumulados. Freddie dijo que tenía una exposición potencial adicional a Lehman de unos 400 millones de dólares relacionados con el servicio de los préstamos para viviendas unifamiliares, incluidas las obligaciones de recompra. Freddie también dijo que "no sabe si y en qué medida sufrirá una pérdida relacionada con las transacciones" y advirtió que "las pérdidas reales podrían exceder materialmente las estimaciones actuales". Freddie estaba todavía en el proceso de evaluar su exposición a Lehman y sus afiliados en virtud de otras relaciones comerciales.
Después de que se informó que Constellation Energy tenía exposición a Lehman, sus acciones bajaron un 56% en el primer día de negociación habiendo comenzado a $67.87. La caída masiva de las acciones llevó a la Bolsa de Nueva York a detener el comercio de Constellation. Al día siguiente, cuando las acciones cayeron en picado a 13 dólares por acción, Constellation anunció que contrataba a Morgan Stanley y a UBS para que le asesoraran sobre "alternativas estratégicas", sugiriendo una compra. Mientras que los rumores sugerían que la compañía eléctrica francesa Électricité de France compraría la empresa o aumentaría su participación, Constellation finalmente aceptó una compra por parte de MidAmerican Energy, parte de Berkshire Hathaway (dirigida por el multimillonario Warren Buffett).
La Corporación Federal de Hipotecas Agrícolas o Farmer Mac dijo que tendría que cancelar 52,4 millones de dólares en deuda de Lehman en forma de títulos de deuda superior que poseía como resultado de la quiebra. Farmer Mac dijo que podría no cumplir con sus requisitos de capital mínimo a finales de septiembre.

## Neuberger Berman
Neuberger Berman Inc., a través de sus subsidiarias, principalmente Neuberger Berman, LLC, es una empresa de asesoramiento de inversiones fundada en 1939 por Roy R. Neuberger y Robert Berman, para administrar el dinero de personas de alto poder adquisitivo. En las décadas siguientes, el crecimiento de la empresa reflejó el de la industria de gestión de activos en su conjunto. En 1950, introdujo uno de los primeros fondos mutuos sin carga en los Estados Unidos, el Guardian Fund, y también comenzó a administrar los activos de planes de pensiones y otras instituciones. Conocida históricamente por su estilo de inversión de valor, en el decenio de 1990 la empresa comenzó a diversificar sus competencias para incluir inversiones de valor adicional y de crecimiento, en todo el espectro de capitalización, así como nuevas categorías de inversión, como las internacionales, los fondos de inversión inmobiliaria y las inversiones de alto rendimiento. Además, con la creación de una empresa de fideicomiso nacional y varias empresas de fideicomiso constituidas por el Estado, la empresa pudo ofrecer servicios fiduciarios y de fideicomiso. En 2016, la empresa tenía aproximadamente 246.000 millones de dólares en activos bajo gestión.
En octubre de 1999, la empresa realizó una oferta pública inicial de sus acciones y comenzó a cotizar en la Bolsa de Valores de Nueva York, con el símbolo de la marca "NEU". En julio de 2003, poco después del centenario del Sr. Neuberger, la empresa anunció que estaba en conversaciones de fusión con Lehman Brothers Holdings Inc. Estas conversaciones dieron lugar finalmente a la adquisición de la empresa por parte de Lehman el 31 de octubre de 2003, por aproximadamente 2.630 millones de dólares en efectivo y valores.
El 20 de noviembre de 2006, Lehman anunció que su filial Neuberger Berman adquiriría H. A. Schupf & Co., una empresa de gestión de dinero dirigida a personas adineradas. Sus 2.500 millones de dólares de activos se unirían a los 50.000 millones de dólares de Neuberger en activos de clientes de alto valor neto bajo gestión.
En un artículo publicado en The Wall Street Journal el 15 de septiembre de 2008, en el que se anunciaba que Lehman Brothers Holdings había solicitado la protección por bancarrota en virtud del capítulo 11, se citaban los funcionarios de Lehman en relación con Neuberger Berman: "Neuberger Berman LLC y Lehman Brothers Asset Management continuarán llevando a cabo sus actividades habituales y no estarán sujetas al caso de bancarrota de la empresa matriz, y sus funciones de gestión de la cartera, investigación y explotación permanecerán intactas. Además, los valores totalmente pagados de los clientes de Neuberger Berman están segregados de los activos de Lehman Brothers y no están sujetos a los reclamos de los acreedores de Lehman Brothers Holdings, dijo Lehman."
Justo antes del colapso de Lehman Brothers, los ejecutivos de Neuberger Berman enviaron memorandos por correo electrónico en los que sugerían, entre otras cosas, que los directivos de Lehman Brothers renunciaran a bonos multimillonarios para "enviar un fuerte mensaje tanto a los empleados como a los inversores de que la dirección no está eludiendo la responsabilidad por el rendimiento reciente".
El Director de Gestión de Inversiones de Lehman Brothers, George Herbert Walker IV, desestimó la propuesta, llegando incluso a pedir disculpas a otros miembros del comité ejecutivo de Lehman Brothers por haber sugerido la idea de la reducción de las primas. Escribió: "Lo siento equipo. No estoy seguro de lo que hay en el agua en Neuberger Berman. Estoy avergonzado y me disculpo".

## Controversias

### La paga de los ejecutivos durante la crisis
Richard Fuld, director de Lehman Brothers, se enfrentó a un interrogatorio del Comité de Supervisión y Reforma Gubernamental de la Cámara de Representantes de los Estados Unidos. El representante Henry Waxman (D-CA) preguntó: "Su compañía está ahora en bancarrota, nuestra economía está en crisis, pero usted se queda con 480 millones de dólares (276 millones de libras). Tengo una pregunta muy básica para usted, ¿es esto justo?" Fuld dijo que, de hecho, había cobrado unos 300 millones de dólares (173 millones de libras) en sueldos y bonificaciones en los últimos ocho años. A pesar de la defensa de Fuld sobre su alto sueldo, se informó que el sueldo de los ejecutivos de Lehman Brothers aumentó significativamente antes de declararse en bancarrota. El 17 de octubre de 2008, CNBC informó de que varios ejecutivos de Lehman, entre ellos Richard Fuld, habían sido citados a comparecer en un caso relacionado con el fraude de valores.

### Manipulación contable
En marzo de 2010, el informe de Anton R. Valukas, el examinador de la quiebra, señaló a la atención el uso de las transacciones del Repo 105 para mejorar la aparente situación financiera del banco en torno a la fecha del balance de fin de año. El fiscal general de Nueva York Andrew Cuomo presentó más tarde cargos contra los auditores del banco Ernst & Young en diciembre de 2010, alegando que la firma "ayudó sustancialmente... a un fraude contable masivo" al aprobar el tratamiento contable.
El 12 de abril de 2010, una historia en The New York Times reveló que Lehman había utilizado una pequeña empresa, Hudson Castle, para mover una serie de transacciones y activos fuera de los libros de Lehman como un medio para manipular los números contables de las finanzas y los riesgos de Lehman. Un ejecutivo de Lehman describió al Castillo de Hudson como un "alter ego" de Lehman. Según la historia, Lehman era dueño de una cuarta parte de Hudson; el consejo de administración de Hudson estaba controlado por Lehman, la mayoría de los empleados de Hudson eran ex empleados de Lehman.

### La venta de la sección 363
El 22 de febrero de 2011, el juez James M. Peck del Tribunal de Quiebras de los Estados Unidos en el Distrito Sur de Nueva York rechazó las reclamaciones de los abogados de la finca Lehman de que Barclays había cosechado indebidamente una ganancia inesperada de la venta de la sección 363. "El proceso de venta puede haber sido imperfecto, pero aún así fue adecuado bajo las circunstancias excepcionales de la Semana Lehman".